# グラーフシャフト (ラインラント)
グラーフシャフト (独: Grafschaft)はドイツ連邦共和国 ラインラント＝プファルツ州アールヴァイラー郡にある連合自治体に属さない町村。ボンの南約15kmに位置する。
欧州連合のPGI (地理的表示保護制度)で保護されたテンサイのシロップであるRheinischer Zuckerrübensirupが有名である。